# Тозо, Дино
Дино Тозо (англ. Dino Toso, 11 февраля 1969 года — 13 августа 2008 года) — итальянский инженер-конструктор, работавший в команде Формулы-1 Рено в должности директора по аэродинамике с 2003 по 2008 года.
Работал в итальянской аэрокосмической отрасли.
Начал карьеру в автогонках в 1995 году в спортивном подразделении концерна BMW для своей программы GT.
Через два года (в 1997) перешел в команду Джордан, где построил машину, на которой Деймон Хилл одержал победу в Гран-при Бельгии 1998 года.
В 2001 году пошёл по стопам Майка Гаскойна, ушедшего в Беннетон, перешёл в команду Рено, где он в конце 2003 года занял пост главного специалиста по аэродинамике вместо ушедшего Джона Илей.
Машина его конструкции помогла команде выиграть чемпионаты Формулы-1 2005 и 2006 годов.
В 2004 году ему был поставлен диагноз — рак. Дино Тозо скончался после продолжительной болезни в возрасте 39 лет.